# وایکولوآ ویلج (هاوایی)
وایکولوآ ویلج (به انگلیسی: Waikoloa Village) یک منطقهٔ مسکونی در ایالات متحده آمریکا است که در شهرستان هاوایی، هاوایی واقع شده‌است. وایکولوآ ویلج ۴۶٫۲ کیلومتر مربع مساحت و ۶٬۳۶۲ نفر جمعیت دارد و ۱۲۵ متر بالاتر از سطح دریا واقع شده‌است.